# جيفيرسون (لاعب كرة قدم مواليد 1997)
جيفيرسون (بالبرتغالية: Jefferson‏) هو لاعب كرة قدم برازيلي، ولد في 3 يناير 1997 في Jaraguá, Goiás ‏ في البرازيل. لعب مع نادي غوياس.

## وصلات خارجية
- جيفيرسون (لاعب كرة قدم مواليد 1997) على موقع قاعدة بيانات كرة القدم.إي يو (الإنجليزية)
- جيفيرسون (لاعب كرة قدم مواليد 1997) على موقع Soccerway.com (الإنجليزية)